# 大和西大寺駅
大和西大寺駅（やまとさいだいじえき）は、奈良県奈良市西大寺国見町一丁目にある近畿日本鉄道（近鉄）の駅。駅長配置駅である。

## 概要
大阪、京都、橿原、奈良の4方面が交わる近鉄有数のジャンクションである。観光特急「しまかぜ」を含む全ての列車が当駅に停車する（ただし、上り大阪難波発京都行き及び下り京都発大阪難波行きの観光特急「あをによし」は当駅2度停車を防ぐため運転停車もしくは通過する）。

### 乗り入れ路線
- 近畿日本鉄道
  - 奈良線 - 駅番号はA26
  - 京都線 - 駅番号はB26
  - 橿原線 - 駅番号はB26

近鉄の駅ナンバリングは、京都駅 - 吉野駅・近鉄奈良駅・賢島駅のルートを基準に付番されるため、当駅を通る各路線の駅番号は京都駅からの通し番号になっており、奈良線はA22 - A25が欠番となっている。

## 歴史
1980年代頃から1990年代にかけての駅舎改築により、広い連絡橋コンコースを持つ利便性が高い駅となった。

### 年表
- 1914年（大正3年）
  - 4月30日：大阪電気軌道上本町駅（現・大阪上本町駅） - 奈良駅（現・近鉄奈良駅）間が開通し、西大寺駅として開業[1]。開業当初は短い編成の小型車が止まる小さな中間駅に過ぎなかった[2][3]。
  - 10月26日：貨物取扱い開始[1]。
- 1920年（大正9年）10月：畝傍線（現在の橿原線）一部開通前に新造された車両を収容するため造られた西大寺車庫が竣工[4][5]。
- 1921年（大正10年）4月：畝傍線開業に伴い、開業時より約150メートル (m) 西へ移転[4]。移設・分岐設備の設置、車庫の新設によって主要な駅のひとつとなる[3]。
- 1926年（大正15年）3月：西大寺変電所が竣工[5][6]。
- 1928年（昭和3年）
  - 5月：奈良電気鉄道との連絡設備の建設が着手[4]。
  - 11月：奈良電気鉄道との連絡設備が完成[4]。
  - 11月5日：奈良電気鉄道桃山御陵前駅-西大寺駅間が開通し、各路線が十字に平面交差する駅となる[2]。
- 1932年（昭和7年）12月：大軌西大寺駅に改称[1][7]。
- 1940年（昭和15年）3月24日：西大寺変電所設置[1]。
- 1941年（昭和16年）3月15日：大阪電気軌道が参宮急行電鉄を合併、大和西大寺駅に改称[1]。
- 1963年（昭和38年）
  - 6月：変電所を300 m北西へ移設する工事が着手[6]。
  - 8月10日：新西大寺変電所設置[1]。
- 1964年（昭和39年）
  - 5月2日：新車庫使用開始[6]。旧車庫より南東約600 mに移設、敷地面積を約2.3倍の53,000 m2に広げ、検査線6線と留置線16線[注 1]を設置[1][6]。移転先は当初駅東方1 kmの奈良線沿い南側が予定されていたが、平城宮跡域の一部に重なるため、遺跡保存の世論を尊重した近畿日本鉄道が計画を変更した[6]。
  - 9月8日：近鉄橿原線の分岐位置が240 m東にずれたのに伴って新車庫の西側に沿って尼ヶ辻駅手前まで新たに敷設された近鉄橿原線の新線1.08 kmの使用開始[1][2][6]。
- 1965年（昭和40年）
  - 3月16日：駅舎が旧駅より東方140 mの橿原線の分岐点になっていた開業時の位置に戻り、4線と島式2ホーム・橿原線発着専用ホームからなる駅となる[1][2][6]。ホームのほぼ中央に南北駅舎と各ホームを結ぶ連絡跨線橋を新設した。同時に京都線が奈良線および橿原線と同じ会社の運営となり、スイッチバックで上本町 - 京都駅間の直通運転を可能にするために構内配線も変更された[1][6]。当時この形態でスイッチバックする列車は京都発菖蒲池行の臨時急行程度でしか設定されていなかった。駅西側にある線路横断用の地下道は、旧駅で用いられていたものが残された[1]。
  - 3月20日：西大寺総合事務所が竣工[6]。
  - 8月31日：改良工事が竣工[6]。駅の南側には鉄骨3階建ての建物（店舗・列車区事務所・駅務室）、北側東部に2階建ての技術関係者事務所が建設され、駅前広場の整備舗装も行われた[1][3][6]。
- 1966年（昭和41年）12月1日：西大寺ショッピングセンターに売場面積815 m2の近商ストア西大寺店が開店[8]。
- 1967年（昭和42年）
  - 2月20日：旧車庫・旧橿原線路敷跡を中高層ビルを中心とした住宅地にする西大寺駅前再開発の第一弾として、地上7階（一部3階）、延床面積15,501 m2の西大寺近鉄ビルが竣工[6]。1階に西大寺ショッピングセンター（近商ストア・貸店舗）、上部に日本住宅公団の西大寺駅前団地 (1DK・2DK) が入居した[3][6]。
  - 12月30日：西大寺車庫の収容力増強工事が竣工[6]。
- 1968年（昭和43年）1月30日：西大寺車庫に車輪転削盤設置[6]。
- 1969年（昭和44年）
  - 2月28日：西大寺車庫の収容力増強工事が竣工[6]。
  - 9月30日：西大寺車庫の収容設備増強工事が竣工[6]。
- 1970年（昭和45年）
  - 3月1日：駅構内の地下道が竣工[6]。
  - 10月31日：西大寺技術研究所・運輸部教習所が竣工[6]。
  - 12月23日：西大寺近鉄ビル東に7階建ての西大寺第2近鉄ビルが完成[1][6]。1階に西大寺第2ショッピングセンター、上部に日本住宅公団の西大寺駅前第2団地 (1DK・2DK・3DK) が入居した。
- 1972年（昭和47年）7月31日：西大寺車庫の検車設備増強工事が竣工[6]。
- 1975年（昭和50年）7月5日：西大寺自転車センターが開業[9][10]。
- 1976年（昭和51年）3月10日：西大寺車庫の収容設備増強工事が竣工[6]。
- 1979年（昭和54年）
  - 3月10日：西大寺車庫の設備増強工事が竣工[6]。
  - 12月17日：西大寺車庫の増強工事が竣工[6]。
- 1982年（昭和57年）3月31日：西大寺技術研究所の増築が竣工[11]。
- 1980年代前半：駅東側の奈良線上下線間に引上線を設置。この配線変更により橿原線上りから奈良線下りの直通が不可能となる。奈良線上りから橿原線下りは現在も可能である。
- 1986年（昭和61年）12月9日：列車運行自動制御開始[1][11]。
- 1987年（昭和62年）
  - 10月：ホーム・橋上コンコース拡張などの改良工事が完成[3]。
  - 11月12日：改良工事が竣工[11]。配線変更により、現在の6番線使用開始。
- 2001年（平成13年）2月1日：SF（ストアードフェア）システムの導入および「スルッとKANSAI」対応カードの取り扱い開始に伴い、当駅における「途中下車指定駅」の制度が廃止される。
- 2007年（平成19年）4月1日：PiTaPa使用開始[1]。
- 2009年（平成21年）9月11日：平城遷都1300年祭に合わせ、橋上コンコースが約1,800 m2拡張され、成城石井、ベーカリーカフェ、ドラッグストアおよび「スイーツ」・「惣菜」・「奈良」を主題としたテナントが入居する駅構内ショッピングモール「Time's Place Saidaiji」が開業し、同時に展望デッキとエレベーター5基が設置される[1][12]。
- 2010年（平成22年）6月24日 - 6月29日：「Time's Place Saidaiji」に4店舗加わる[13]。
- 2020年（令和2年）4月19日：南北自由通路が供用開始され、中央改札口が新設される[14]。これに伴い北改札口が廃止される[15][16]。
- 2021年（令和3年）4月1日：南口の駅前広場が完成し、供用開始[17]。

## 駅構造

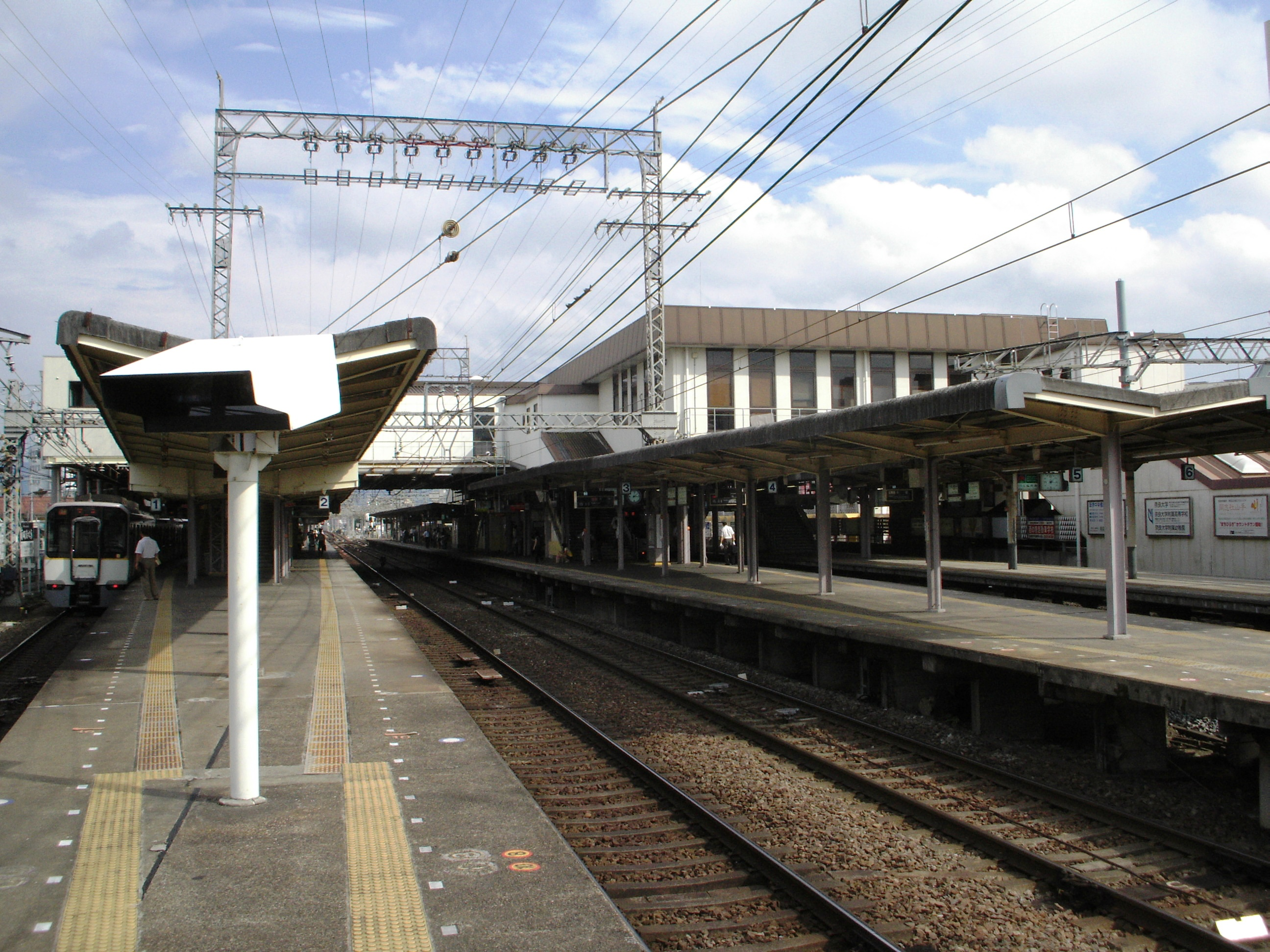
ホーム（駅改良工事着工前）

3面5線の島式ホームを有する地上駅。各ホームは橋上駅舎と地下通路で連絡しており、6番のりばまでホームがある。うち4・5番のりばは同じ線路を共有している。いずれも有効長は10両。
駅舎改築以前の1980年代から1990年頃にかけて、5番のりばは独立した1面1線ホームであった。線路は旧4番のりばのすぐ南に並行しており、難波方に車止めがあった。このため5番のりばは、橿原線の当駅発着列車のうちもっぱら普通列車の専用ホームとして使われていた。旧5番のりばへ向かう連絡階段は駅南出口へ向かう階段と共用され、駅南出口へ向かう階段の途中から分岐して下っていた。この構造のために橿原線と他線の接続が不便であったことから、駅舎改築時に難波方へ直通可能な6番のりばを新設した。旧5番のりばの線路敷地に、現5・6番のりばのホームを設けて1987年に使用を開始した。6番のりばから難波方面へ出発が可能になったことで運行の自由度が上がり、橿原線や天理線の当駅到着列車が、奈良線の当駅始発列車としての運用が可能になった。
改札は中央改札口と南改札口の2か所である。中央改札口は南北自由通路に面し、駅の南北から出入りできる。北口はならファミリーにも近い。南改札口は陸橋上にあり中央改札口開設後も残されているが、従来あった北改札口は中央改札口の設置とともに閉鎖された。バスのりばとタクシーのりばは北口と南口の両方にある。
2階コンコースは、近鉄の駅ナカ事業拡充方針に伴い2000年頃からベーカリーショップや蕎麦処、カフェスタンドやコンビニエンスストアなどが出店した。
2007年8月10日に近畿日本鉄道が、当駅のコンコースを約30億円の工費で2倍に増床し、高級スーパーマーケットなど20店舗が入居するショッピングモールを整備する計画を発表した。2009年9月11日に増床工事が完成し、駅構内ショッピングモール「Time's Place Saidaiji（タイムズプレイス西大寺）」として開業した。モールの来客を対象に、当駅の入場料金を不要にするサービスを実施している。
当駅は乗換客が多いにもかかわらず、長年、駅構内にエレベーターが設置されていなかったが、コンコース増床にあわせて設置工事が施工されてショッピングモール開業時に供用を開始した。
| 階数 | 店舗など            | 店舗など | 店舗など         | 店舗など        |
| 階数 | 構内                | 構内 | 構内             | 構外            |
| ---- | ------------------- | --- | ---------------- | --------------- |
| 2階  | 南改札口 中央改札口 | Time's Place 西大寺（ショッピングモール） （2022年9月1日現在） 1. YAMATO Craft Beer Tble 2. JOTO CURRY 3. まほろば 大仏プリン本舗 4. Vege＆Deli OLIVE 5. 蔵元豊祝 6. 成城石井 7. たごさく 8. くくる 9. 大和コロッケの店 10. 粉こ楽 11. （coming soon） 12. 石焼き芋専門店 維新蔵 13. 蔵や 14. 平宗 15. うめもり 16. ビフテキ 牛ノ福 17. 肉の霜月 18. NERITEN BAR 19. シェフナカギリ 20. お酒の美術館 21. ならや 22. 箱夢 23. 百楽 24. フルッタ・ナーラ 25. KARENDO 26. CAFEE CIAO PRESSO & cook house 27. ステラおばさんのクッキー 28. Meets Sweets 29. ベジフルマート 30. KoKuMiN 31. マネケン 32. アンファン 33. NOROMANIA 34. 焼肉ライク 35. 粋麺あみ乃や 36. Family Mart（改札内橋上店） 37. Family Mart（改札外橋上店） 38. （coming soon） 39. HAIR MAKE MINGLE NARA | 展望デッキ       | （coming soon） |
| 1階  | ホーム（のりば）    | ホーム（のりば） | ホーム（のりば） |                 |

### のりば
| のりば  | 路線     | 方向 | 行先                         | 備考                                                           |
| ------- | -------- | ---- | ---------------------------- | -------------------------------------------------------------- |
| 1・2    | A 奈良線 | 下り | 近鉄奈良方面                 |                                                                |
| 1・2    | A 奈良線 | 下り | 大阪難波方面（近鉄奈良経由） | 観光特急「あをによし」のみ                                     |
| 1・2    | B 橿原線 | -    | 天理・橿原神宮前方面         |                                                                |
| 3・4・5 | A 奈良線 | 上り | 大阪難波・神戸三宮方面       |                                                                |
| 3・4・5 | B 京都線 | -    | 京都・国際会館方面           | 京都行き観光特急「あをによし」も含む。ただし大阪難波行きは通過 |
| 6       | B 橿原線 | -    | 天理・橿原神宮前方面         | 一部を除く当駅始発列車                                         |
| 6       | A 奈良線 | 上り | 大阪難波・神戸三宮方面       | 一部の当駅始発列車                                             |

### 配線図
| | ↑ 京都線 京都方面             |                        |
| ← 奈良線 大阪難波 方面                                                                                                | 大和西大寺駅周辺 鉄道配線略図 | → 奈良線 近鉄奈良 方面 |
| | ↓ 橿原線 橿原神宮前方面       |                        |
| 凡例 出典:「全国鉄道事情大研究 大阪都心部・奈良篇」川島令三著、草思社発行、1993年3月15日、134頁、ISBN 978-479420498-1 |                               |                        |

## 特徴
停車列車
- 特急列車および観光特急「しまかぜ」も含めた全定期旅客列車が停車する[20][21]。上り大阪難波発京都行き及び下り京都発大阪難波行きの観光特急「あをによし」は当駅2度停車を防ぐため運転停車もしくは通過する[18][19]。

- 当駅を発着駅とする列車が各方面にわたって多く設定されている。

駅設備・営業面
- PiTaPa・ICOCA対応の自動改札機および自動精算機（回数券カードおよびICカードのチャージに対応）が設置されている。
- 特急券・定期券ともに専用の自動発売機および駅窓口で購入可能[22]。
- 駅長が配置されている。管轄は奈良線の富雄駅から当駅間の各駅と、京都線の高の原駅と平城駅各駅である[23]。
- 南口に駅営業所が設置されている[22]。
- 近鉄リテーリングが運営する有人売店設置駅に指定されており、当駅では3・4番線ホームおよび中央改札口横の改札内外に設置されている[22]。

軌道設備
- 駅南東に橿原線に沿う形で西大寺検車区（西大寺車庫）が併設されており、当駅始終着の列車が頻繁に出入りしている。

## 利用状況
近年の1日あたりの乗降・乗車人員は下記の通り。
| 年度   | 特定日   | 特定日   | 1日平均 乗車人員 |
| 年度   | 調査日   | 乗降人員 | 1日平均 乗車人員 |
| ------ | -------- | -------- | ---------------- |
| 1985年 | -        | -        | 26,434           |
| 1986年 | -        | -        | 26,248           |
| 1987年 | -        | -        | 26,452           |
| 1988年 | -        | -        | 26,792           |
| 1989年 | -        | -        | 26,502           |
| 1990年 | -        | -        | 26,607           |
| 1991年 | -        | -        | 25,380           |
| 1992年 | -        | -        | 27,236           |
| 1993年 | -        | -        | 28,847           |
| 1994年 | -        | -        | 28,704           |
| 1995年 | -        | -        | 28,800           |
| 1996年 | -        | -        | 27,057           |
| 1997年 | -        | -        | 25,582           |
| 1998年 | -        | -        | 24,714           |
| 1999年 | -        | -        | 23,911           |
| 2000年 | -        | -        | 23,716           |
| 2001年 | -        | -        | 24,142           |
| 2002年 | -        | -        | 24,096           |
| 2003年 | -        | -        | 24,487           |
| 2004年 | -        | -        | 23,932           |
| 2005年 | 11月08日 | 53,480   | 23,989           |
| 2006年 | -        | -        | 24,162           |
| 2007年 | -        | -        | 23,987           |
| 2008年 | 11月18日 | 49,450   | 23,455           |
| 2009年 | -        | -        | 22,768           |
| 2010年 | 11月09日 | 48,660   | 24,674           |
| 2011年 | -        | -        | 22,342           |
| 2012年 | 11月13日 | 46,345   | 22,368           |
| 2013年 | -        | -        | 23,237           |
| 2014年 | -        | -        | 22,989           |
| 2015年 | 11月10日 | 46,530   | 23,205           |
| 2016年 | -        | -        | 23,432           |
| 2017年 | -        | -        | 23,733           |
| 2018年 | 11月13日 | 48,072   | 23,766           |
| 2019年 | -        | -        | 23,550           |
| 2020年 | -        | -        | -                |
| 2021年 | 11月9日  | 39,811   | -                |
| 2022年 | 11月8日  | 42,850   | -                |
| 2023年 | 11月7日  | 43,743   |                  |

## 駅周辺
かつて駅前（特に北口）は狭く、駅に沿う道路も2車線以下であるため、人と車が交錯して雑然としていた。北口と南口両側ともに、国と奈良県などが進める平城遷都1300年記念事業の一環で道路の拡張や駅前広場などが整備がされた。特に北側は2005年（平成17年）から新バスターミナル・タクシー乗り場の供用を開始した。南側も順次区画整理が進められ、2007年（平成19年）から順次道路を供用した。現在は駅前広場および、広い幅の駅進入道路が整備され、大和西大寺駅前の整備が完了した。2017年（平成29年）12月から奈良市により北口と南口を結ぶ自由通路の整備と駅前広場の拡大工事が開始されている。この整備事業により改札も橋上へ移動された。

### 北口
- ならファミリー
  - イオンスタイル 奈良（B1F - 2F）
  - 近鉄百貨店 奈良店（B1F - 6F）
- サンワシティ西大寺
- 独立行政法人国立文化財機構奈良文化財研究所本庁舎
- 平城宮跡
  - 平城宮跡資料館
- 秋篠寺
- 成務天皇陵
- 称徳天皇陵
- 奈良市消防局南消防署西大寺分署
- 南都銀行西大寺支店
- りそな銀行近鉄西大寺支店
- 大和信用金庫西大寺支店
- みずほ銀行西大寺支店
- 三井住友信託銀行奈良西大寺支店
- 東進ハイスクール奈良校
- 一般社団法人奈良県歯科医師会立奈良歯科衛生士専門学校
- 奈良県道・京都府道52号奈良精華線
- 奈良県道104号谷田奈良線
- 御前池
- 佐紀池[30]
- 秋篠川

近隣にある御前池（）と佐紀池（）は、2019年4月21日にテレビ朝日系列で放送した『ナニコレ珍百景』で「コントのような2つの池」という題で放送している。

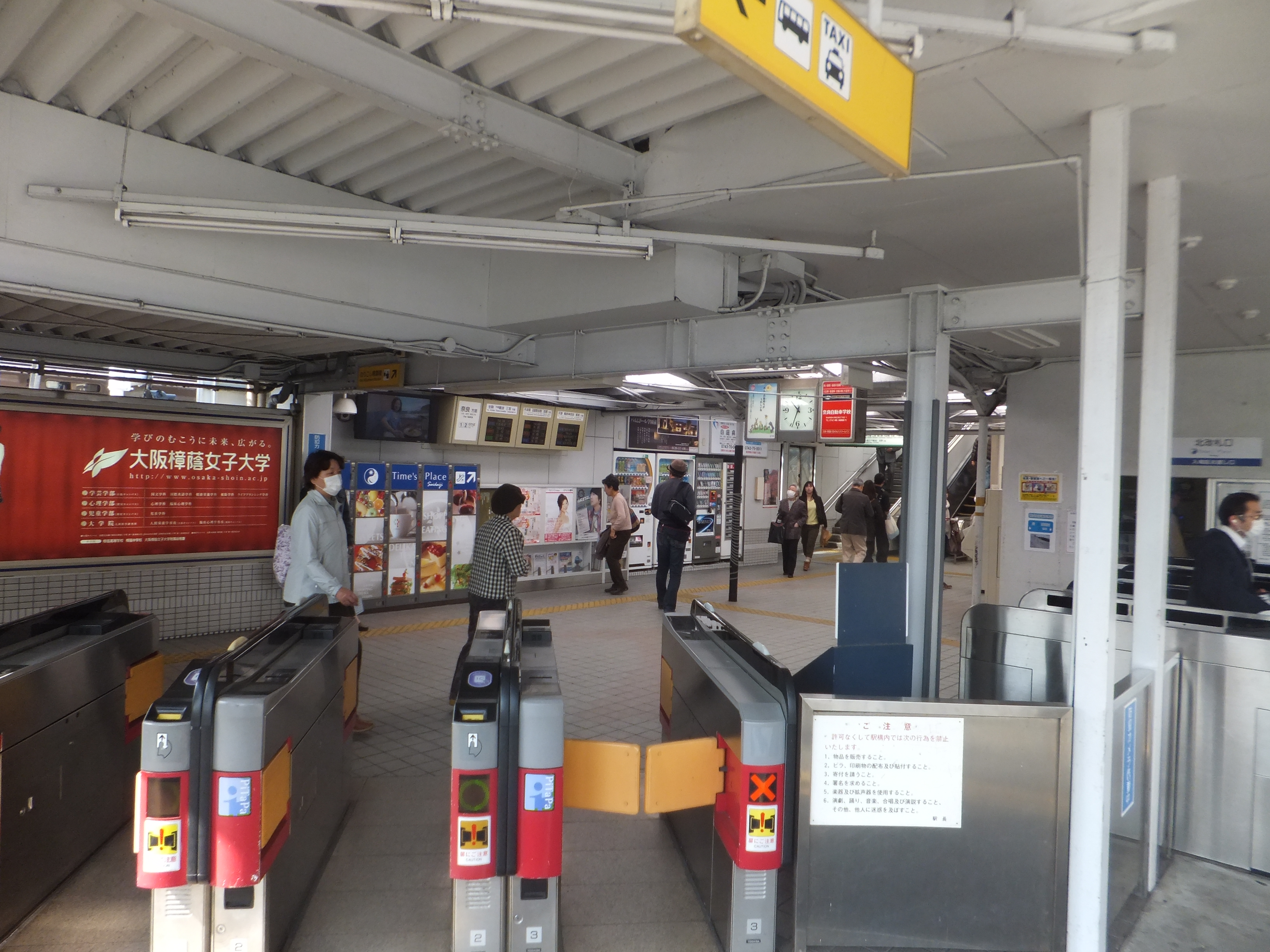
旧北改札口（現存せず）
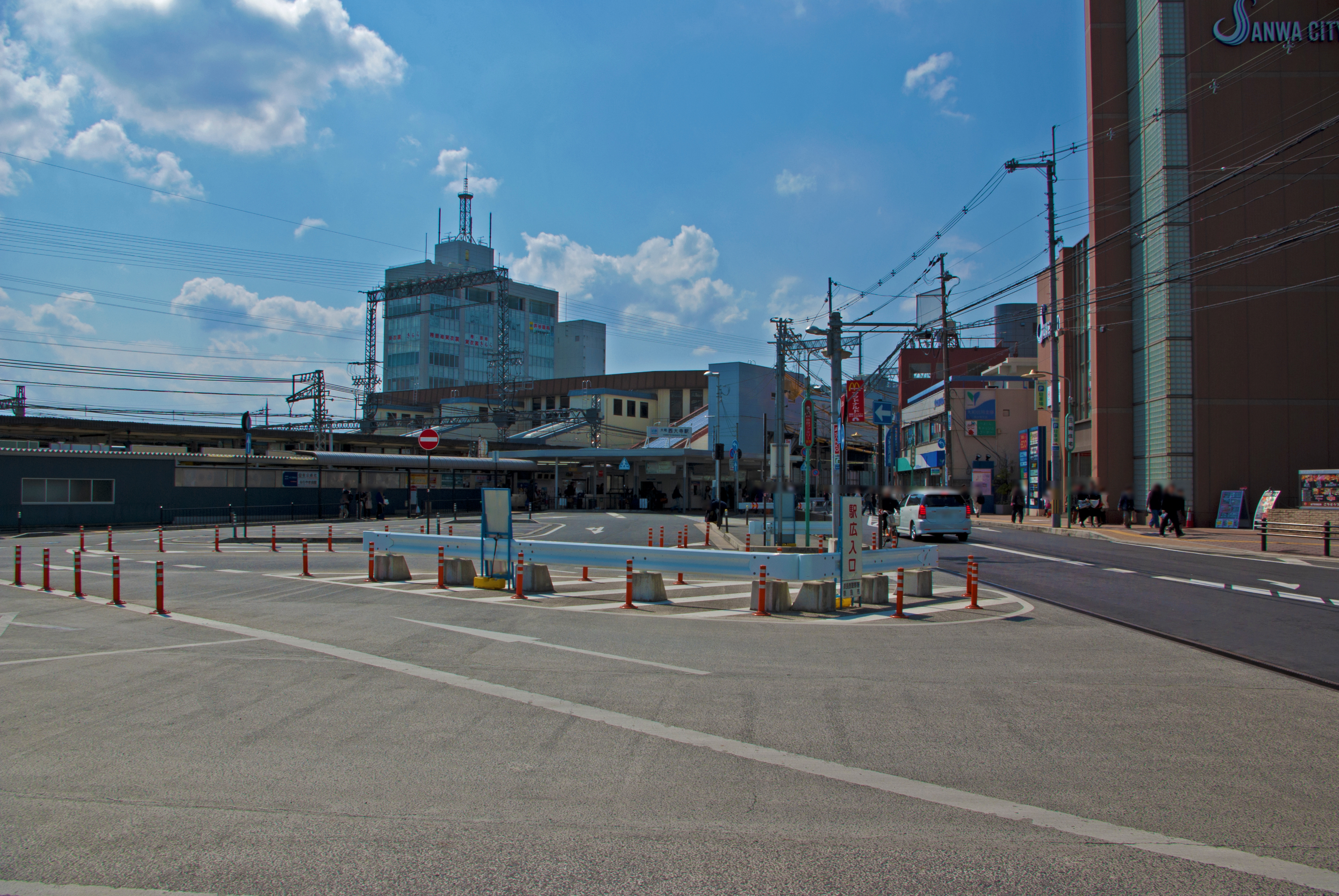
北口（2010年4月）
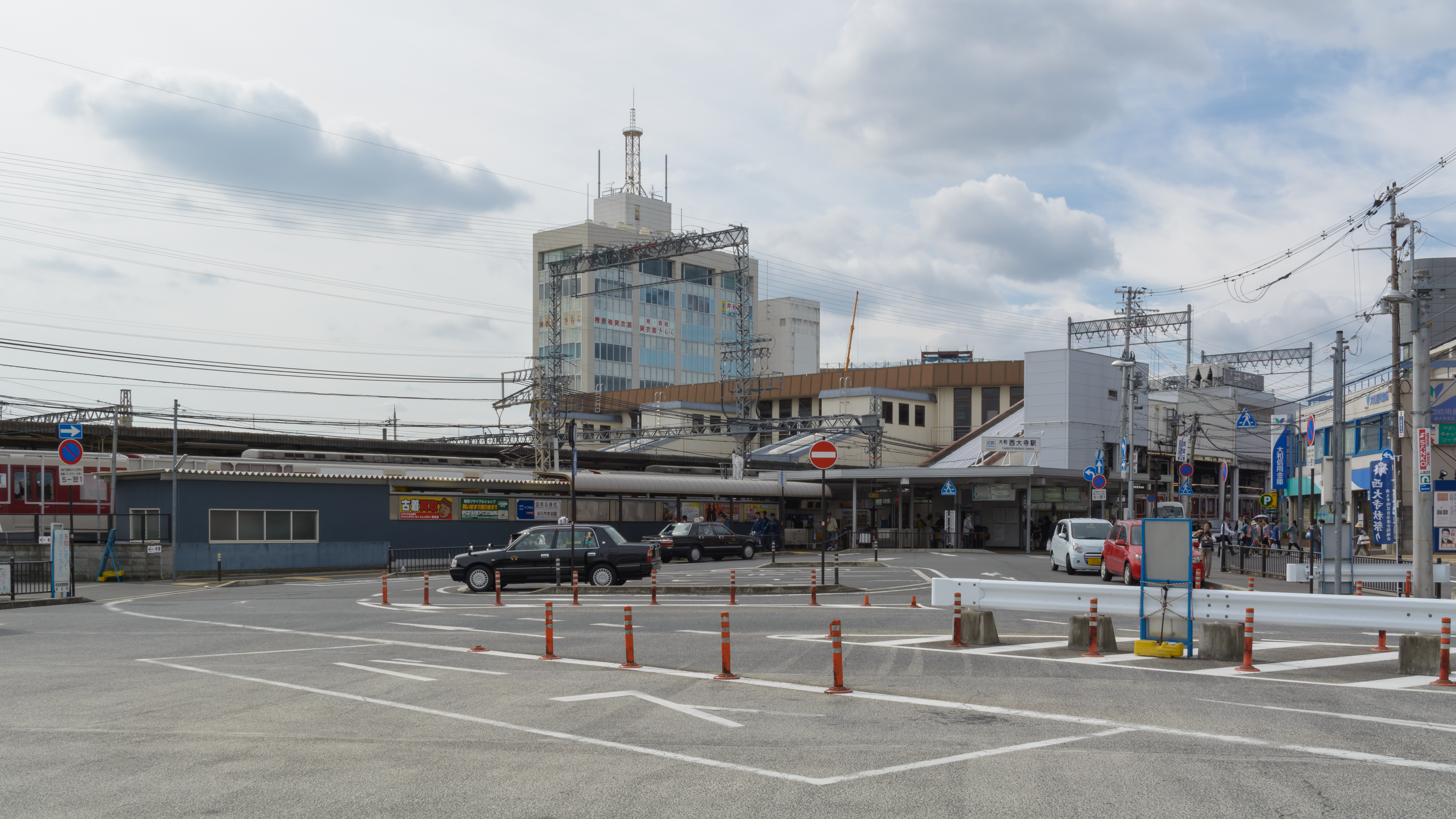
北口（2014年10月）

### 南口
- 西大寺近鉄ビル
  - 近鉄西大寺ショッピングセンター
- 西大寺第2近鉄ビル
  - 西大寺第2ショッピングセンター
- 真言律宗総本山西大寺
- 近鉄スポーツセンター
- 奈良西大寺郵便局
- 亀の井ホテル奈良（旧・かんぽの宿奈良）
- 南都銀行西大寺寮
- 大和ハウス工業奈良支店
- 学校法人永井学園
  - 藤影きもの専門学校
  - 奈良コンピュータ専門学校
  - 奈良総合ビジネス専門学校
- 能開センター西大寺校
- 西大寺自転車センター自転車預り所
- 奈良警察署（2024年3月27日までは奈良西警察署）[32][33]西大寺交番
- 奈良大学附属幼稚園
- 奈良県道・京都府道52号奈良精華線
- 秋篠川

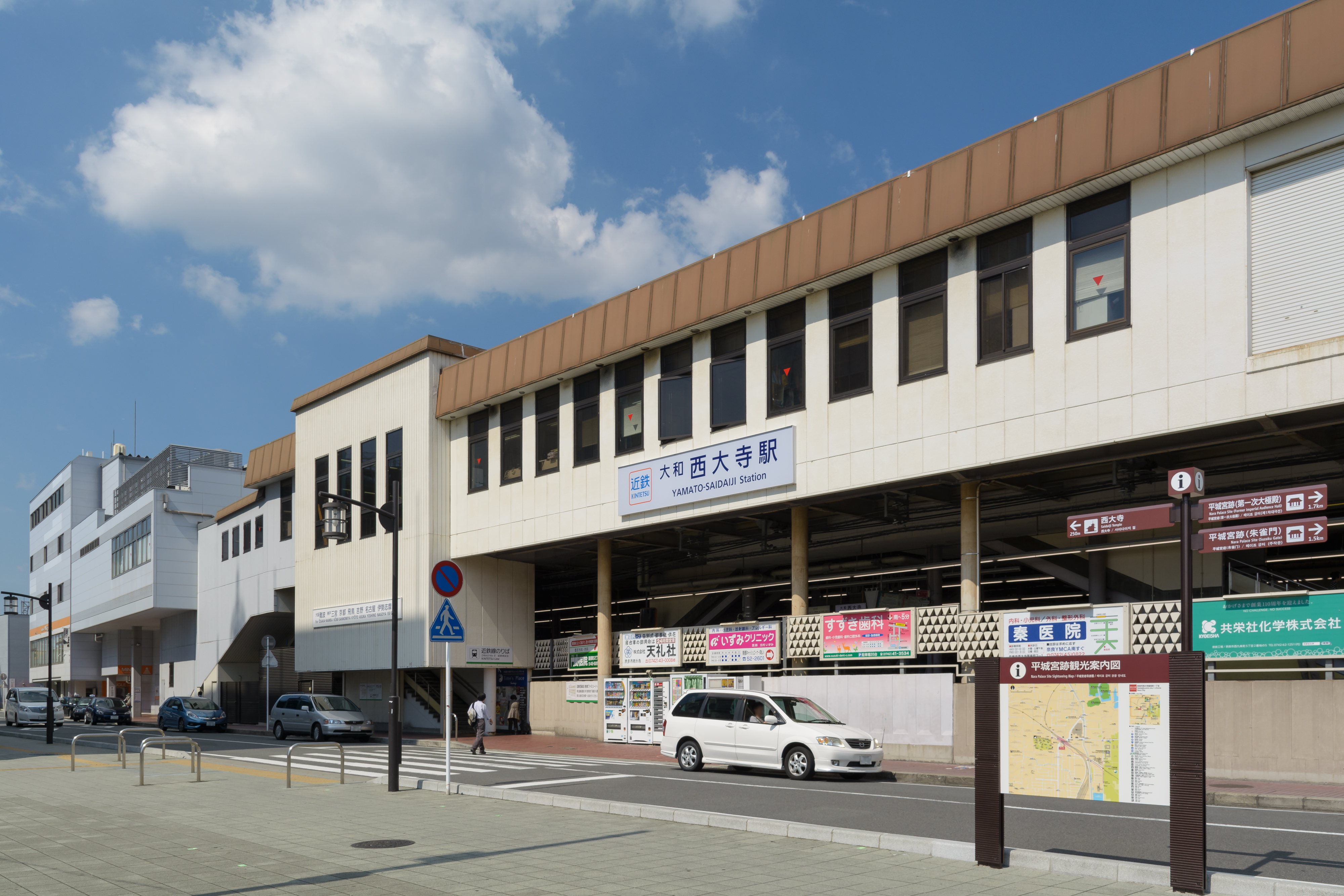
南口（2014年9月）

## バス路線

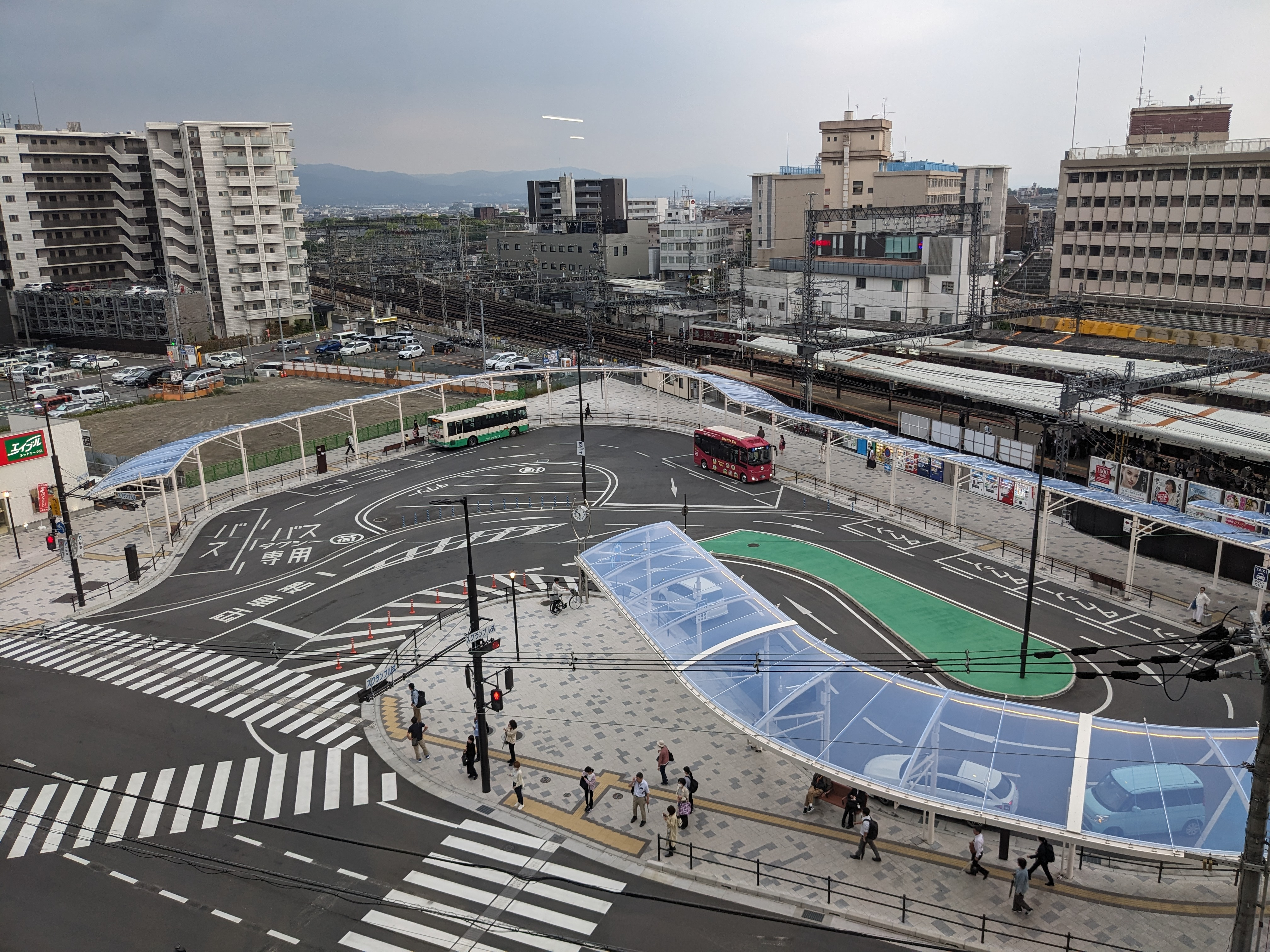
北口のりば（2024年5月）

バスのりばが北口に2か所、南口に3か所設置されている。長らく北口にしかのりばがなかったが、2021年4月1日に南口駅前広場が供用開始されたことに伴い、南口にものりばが大阪国際空港へのリムジンバスのりばを含めて3か所設置された。路線バスはすべて奈良交通により運行され、リムジンバスは奈良交通と阪急観光バスにより共同運行されている。2021年4月以降、南口からは「ぐるっとバス」大宮通りルートも発着している。
発着するバス系統は以下の通り。経由地は営業所内各路線のページを参照。
北口のりば
1番のりば（奈良西大寺線・歌姫線）
11系統：一条高校前行き
12系統：JR奈良駅西口行き
14系統：JR奈良駅西口行き（※航空自衛隊も経由）
73系統：歌姫町行き
2番のりば（押熊線）
72系統：押熊行き
この他、奈良競輪開催日には、北口から奈良競輪場への無料送迎バスが発着する。
南口のりば
11番のりば（リムジンバス）
大阪空港（伊丹空港）行き
12番のりば（阪奈道路線・「ぐるっとバス」大宮通りルート）
160系統：高畑町行き（平日朝1便のみ）
161系統：近鉄奈良駅行き
「ぐるっとバス」大宮通りルート: 平城宮跡（朱雀門ひろば）・近鉄奈良駅・奈良公園方面行き
13番のりば（阪奈道路線）
160・161系統：学園前駅行き
平城宮跡内でのイベント開催時は、南口より無料シャトルバスを運行することがある。

## 隣の駅
近畿日本鉄道
- □特急停車駅

A 奈良線
■快速急行・■急行
学園前駅 (A20) - 大和西大寺駅 (A26) - 新大宮駅 (A27)
■準急・■区間準急・■普通
菖蒲池駅 (A21) - 大和西大寺駅 (A26) - 新大宮駅 (A27)
- 近畿大学附属小学校・幼稚園の開校日は朝の奈良行き快速急行一本が菖蒲池駅（A21）に臨時停車する。
- 1969年に近鉄奈良駅が地下化される以前は、新大宮駅の代わりに油阪駅が存在した。第二次世界大戦終了直後の一時期には油阪駅との間にキャンプ・カー駅が設置されていた。

B 京都線
■急行
高の原駅 (B24) - 大和西大寺駅 (B26) （- 近鉄郡山駅または西ノ京駅または新大宮駅）
■普通
平城駅 (B25) - 大和西大寺駅 (B26) （- 尼ヶ辻駅または新大宮駅）
※イベントなどの開催時に急行の一部が、通常の隣の停車駅との間にある以下の駅に臨時停車することがある。
- 奈良競輪開催日（一部日程を除く）・高校入試日に平城駅 (B25)

B 橿原線
■急行（下記以外）
（高の原駅 -） 大和西大寺駅 (B26) - 近鉄郡山駅 (B30)
■急行（平日10 - 16時、土休日9 - 18時台）
（高の原駅 -） 大和西大寺駅 (B26) - 西ノ京駅 (B28)
■普通
（平城駅 -） 大和西大寺駅 (B26) - 尼ヶ辻駅 (B27)
- 括弧内は駅番号を示している。